# Rose Bernd
Das Schauspiel Rose Bernd (auch Rose Berndt) ist ein naturalistisches Drama von Gerhart Hauptmann in fünf Akten. Die Uraufführung fand am 31. Oktober 1903 im Deutschen Theater in Berlin statt. Es wurde 1919 als Stummfilm in Schwarz-Weiß und 1957 mit Ton und in Farbe verfilmt.
In Wien wurde das Stück am 11. Februar 1904 am Burgtheater erstaufgeführt. Bei der fünften Aufführung am 21. Februar war Erzherzogin Marie Valerie anwesend, verließ ostentativ die Vorstellung und sorgte durch ihre Intervention dafür, dass das Stück am nächsten Tag abgesetzt wurde. Dadurch gelangte das Stück in Bozen auf Betreiben „sittenstrenger“ aristokratischer Damen gar nicht zur Aufführung. Im kurörtlichen Stadttheater Meran dagegen wurde es im April in Anwesenheit Erzherzog Ludwig Viktors mit „durchschlagendem Erfolg“ aufgeführt.

## Entstehung
Rose Bernd entstand im Zeitraum von April bis September 1903. Hauptmann war als Geschworener tätig und hatte über das Schicksal einer 25-jährigen Kindsmörderin mit dem Namen Hedwig Otte zu entscheiden. Er war von ihrem Schicksal so berührt, dass er – wie die Mehrheit der Geschworenen – für einen Freispruch stimmte. Dies hatte auch zur Folge, dass er später nicht mehr zum Geschworenen berufen wurde.
Noch am Verhandlungstag diktierte Hauptmann seinem Sekretär eine erste Rohfassung des Dramas mit dem Titel „Rose Immoos“. Im Gegensatz zu seinem Stück Die Weber stellte er keine langwierigen Nachforschungen an, sondern begann sofort mit der Ausführung. Hauptmann übernahm die Verhältnisse und die Persönlichkeiten direkt aus dem Prozess. Es gibt keine Übereinstimmung mit seinem eigenen Leben. Die Hauptperson, Rose Bernd, ist sehr genau kopiert, andere Personen weisen wenigstens Charakterzüge auf. Möglicherweise wurde er auch durch Tolstojs Werk Die Macht der Finsternis inspiriert, in dem ein Mord an einem Kind begangen wird.

## Handlung

### Erster Akt

Personenkonstellation

Das Stück beginnt in einer „fruchtbaren Landschaft“ an einem sonnigen warmen Sonntagmorgen im Mai. Die 22-jährige Rose Bernd, die als gesund, tüchtig, stark, schön und leidenschaftlich beschrieben wird, und der sympathische, lebenslustige, knapp vierzigjährige Dorfschulze Christoph Flamm treten kurz hintereinander aus demselben Gebüsch, (sie „erregt und mit geröteten Wangen“, er „scheu[…] aber auch belustigt“) und setzen sich etwas entfernt voneinander auf den Acker. Da Rose fürchtet, dass die Leute, die gleich von der Kirche kommen, von ihrem Verhältnis erfahren könnten, fordert sie Flamm auf, wieder zu verschwinden; zumal Rose mit August Keil, einem unscheinbaren und schwächlichen Buchbinder, verlobt ist und ihn bald heiraten soll. Damit nimmt Rose auf ihren alten Vater Rücksicht, der diese Heirat wünscht. Und auch mit Rücksicht auf Frau Flamm, die kranke Frau des Dorfschulzen, vor der sie große Achtung hat, will sie das Verhältnis mit Christoph beenden.
Rose behauptet, dass Leute kämen, und Flamm versteckt sich. Tatsächlich kommt der eitle Maschinist Arthur Streckmann. Offensichtlich hat er ihr aufgelauert und sie mit Flamm beobachtet. Als sie Streckmann, der ihr eindeutige Angebote macht, abweist, beleidigt dieser sie und August. Er droht ihr mit der Bekanntmachung des Verhältnisses. Rose bietet ihm alle ihre Ersparnisse an, doch Streckmann will sie nicht. Da die Kirche nun aus ist, kommen ihr Vater und ihr Verlobter vorbei. Streckmann macht Andeutungen und ängstigt dadurch Rose; Bernd und August merken allerdings nichts davon.

### Zweiter Akt
Der zweite Akt spielt in der Wohnstube Flamms an einem Spätfrühlingstag gegen 11 Uhr morgens. Die im Rollstuhl sitzende Frau Flamm lässt Roses Vater Bernd und August herein, die bei ihrem Mann, der als Dorfschulze auch Standesbeamter ist, die Hochzeit von Rose und August anmelden wollen. Flamm versucht, die beiden von den Hochzeitsplänen abzubringen, und weist darauf hin, dass er das Geschäft bald abtreten werde und dass ein Nachfolger die Hochzeit sicherlich feierlicher gestalten würde. August geht jedoch nicht darauf ein und lässt auf Forderung Flamms Rose herbeiholen. Rose kommt etwas verstört herein, da Streckmann zuvor auf sie eingeredet hat. Rose zögert ob der anstehenden Heirat („’s hätt … noch a bißl Zeit“), was August und Bernd dazu veranlasst, entrüstet zu gehen. Flamm und Rose sind nun allein. Bei dieser Gelegenheit versucht er, sich wieder mit ihr zu verabreden. Als aber Frau Flamm hereinkommt, verlässt ihr Mann schnell den Raum. Da Rose, die ihre Mutter früh verloren hat, von Frau Flamm mit aufgezogen wurde, bittet sie sie um Hilfe. Rose sagt, dass sie ein Kind erwartet, erwähnt aber nicht, dass es von Flamm ist.

### Dritter Akt
An einem Sommernachmittag Anfang August machen Bernd und August an einem schattigen Plätzchen Rast. Man hört das Summen der Dreschmaschine Streckmanns. Einige weitere Leute kommen hinzu und machen neckische Bemerkungen Bernd und August gegenüber. Rose erscheint mit den Vespersachen, und sie beginnen zu essen. Plötzlich kommt der leicht angetrunkene Streckmann hinzu. Ganz offensichtlich sucht er Streit, denn er beschimpft Rose und August und macht seltsame Andeutungen („Stille Woasser sein tief … Ma soll ieberhaupt nich erscht Blutt lecka. A werd doch bloß immer schlimmer, d’r Durscht!“). Als Rose die Vespersachen wieder zusammenpackt und gehen will – die anderen Arbeiter sind längst wieder auf den Feldern –, erscheint Flamm. Als Rose ihn erneut abweist, sieht er ein, dass das Verhältnis beendet werden muss, und geht. Gleich darauf kommt Streckmann, der sie wieder beobachtet hat, und bedroht Rose. Er kann nicht verstehen, warum sie mit Flamm ein Verhältnis hat, ihn selbst hingegen verachtet. Als Streckmann immer zudringlicher wird, schreit Rose um Hilfe. Bernd, August und einige andere Arbeiter eilen hinzu. Es kommt zu einer Schlägerei, bei der August ein Auge verliert.

### Vierter Akt
Der vierte Akt spielt an einem Samstagnachmittag Anfang September in derselben Stube wie der zweite Akt. Flamm rechnet mit Streckmann wegen der Benutzung der Dreschmaschine ab. Die zwei Männer unterhalten sich, und Streckmann erwähnt, dass er in der Sache mit August Keil vor Gericht Notwehr geltend machen will. Als Flamm wieder allein ist, schimpft er laut über Streckmann. Seine Frau hört dies und fragt ihn nach dem Grund für seine scheinbar unbegründete Wut.
Frau Flamm hat Rose eingeladen. Bisher ist sie allerdings noch nicht erschienen. Ihr Mann ahnt nichts von Roses Zustand, weshalb Frau Flamm ihn darüber aufklärt. Als Flamm erfährt, dass Rose schwanger ist, bekommt er Angst. August Keil kommt und entschuldigt Rose, da diese noch zum Gericht müsse. Frau Flamm merkt, dass auch August nichts von Roses Schwangerschaft weiß, und wird misstrauisch. Sie erkennt das Verhältnis zwischen ihrem Mann und Rose. Ihre einzige Sorge ist nun Roses Zukunft.
Als Rose schließlich erscheint, traut Flamm sich nicht mehr, mit ihr zu sprechen. Zu Frau Flamm sagt sie, dass alles in Ordnung wäre, wenn nur Streckmann nicht wäre. Sie wiederholt, dass Streckmann lügt, erklärt aber nicht, weshalb. Sie gibt zu, dass sie vor Gericht aus Scham verschwiegen hat, dass Streckmann sie vergewaltigt hat. Frau Flamm versucht, Rose zu beruhigen, und sichert ihr Hilfe zu.

### Fünfter Akt
Am Abend desselben Tages wie im vierten Akt wird Rose halbtot aufgefunden und von einem Dorfbewohner nach Hause in die Wohnstube der Bernds gebracht. Sie möchte allein bleiben und bittet auch ihre Schwester, dem Vater nichts zu erzählen. Rose macht seltsame Andeutungen und wünscht sich einen frühen Tod. Dann geht sie auf ihr Zimmer im ersten Stock.
Als Vater Bernd zurückkommt, verrät die Schwester nichts und behauptet, dass Rose noch im Gericht sei. August kommt und fordert von Bernd, dass er die Klage gegen Streckmann zurücknimmt. Bernd weigert sich aber, da er nicht an Streckmanns Reue glaubt. Er sagt auch, dass er nicht mehr möchte, dass August seine Tochter heiratet. Auf einmal kommt Rose herunter. Sie macht einen wirren Eindruck und sagt, dass sie alle hasse. August hält jedoch zu Rose und will mit ihr nach Brasilien auswandern. Plötzlich fängt Rose an, hysterisch zu lachen. Sie erzählt, sie habe ihr Kind erwürgt, da es nicht die gleichen Qualen wie sie durchstehen solle.